# HD 59686
HD 59686 — тройная звезда в созвездии Близнецов на расстоянии приблизительно 292 световых лет (около 89,5 парсек) от Солнца. Возраст звезды определён как около 1,73 млрд лет.
Вокруг звезды обращается, как минимум, одна планета.

## Характеристики
Первый компонент (HD 59686A) — оранжевый гигант спектрального класса K0, или K2III. Видимая звёздная величина звезды — +5,442m. Масса — около 1,7 солнечной, радиус — около 12,748 солнечного, светимость — около 72,8 солнечной. Эффективная температура — около 4651 K.
Второй компонент — красный карлик спектрального класса M. Масса — около 150,22 юпитерианской (0,1434 солнечной). Удалён в среднем на 2,075 а.е..
Третий компонент (HD 59686B). Видимая звёздная величина звезды — +10,1m. Масса — не менее 0,53 солнечной. Орбитальный период — около 11680 суток (31,98 года). Удалён на 5,6 угловой секунды (в среднем на 13,56 а.е.).

## Планетная система
В 2003 году группой астрономов у звезды обнаружена планета HD 59686A b.